# Harriet sub acoperire
Harriet sub acoperire (titlu original: Harriet the Spy) este un film din anul 1996 produs de studioul Nickelodeon Movies. Este regizat de Bronwen Hughes.

## Distribuția
- Michelle Trachtenberg - Harriet M. Welsch
- Rosie O'Donnell - Catherine "Ole Golly"
- Gregory Smith - Simon "Sport" Rocque
- Vanessa Lee Chester - Janie Gibbs
- J. Smith-Cameron - Violetta Welsch
- Robert Joy - Ben Welsch
- Eartha Kitt - Agatha K. Plummer

- Charlotte Sullivan - Marion Hawthorne
- Teisha Kim - Rachel Hennessy
- Cecilley Carroll - Beth Ellen Hansen
- Dov Tiefenbach - Boy with Purple Socks
- Nina Shock - Carrie Andrews
- Connor Devitt - Pinky Whitehead
- Alisha Morrison - Laura Peters